# Dianbai
Dianbai, även romaniserat Tinpak, är ett stadsdistrikt i Maomings stad på prefekturnivå i provinsen Guangdong i sydöstra Kina. Det bildades 2014 genom en sammanslagning av Dianbai härad och stadsdistriktet Maogang.
Dianbai är indelat i fyra stadsdelsdistrikt, 19 köpingar och tre administrativa enheter på sockennivå.
Stadsdelsdistrikt (jiedao):

- Chencun (陈村街道)
- Gaodi (高地街道)
- Nanhai (南海街道)
- Shuidong (水东街道)

Köpingar (zhen):

- Bohe (博贺镇)
- Danchang (旦场镇)
- Diancheng (电城镇)
- Guanzhu (观珠镇)
- Huangling (黄岭镇)
- Lingmen (岭门镇)
- Lintou (林头镇)
- Luokeng (罗坑镇)
- Magang (麻岗镇)
- Mata (马踏镇)
- Nahuo (那霍镇)
- Poxin (坡心镇)
- Qijing (七迳镇)
- Shalang (沙琅镇)
- Shayuan (沙院镇)
- Shuzi (树仔镇)
- Wangfu (望夫镇)
- Xiadong (霞洞镇)
- Xiaoliang (小良镇)

Områden på sockennivå:
- Dianbai Yanchang saltbruk (电白盐场)
- Shuguang Nongchang jordbruk (曙光农场)
- Shuifeng Nongchang jordbruk (水丰农场)